# Порог (жилище)
Поро́г — в домашнем быту деревянный брусок, помещённый на полу, под дверями, и который переступает каждый входящий в дом.
Порог пользуется в народе уважением; к нему приурочено много суеверий и обрядов. Гостеприимство обусловливалось переходом через порог внутрь избы. Ещё в начале XX века считалось, что через порог не здороваются, не прощаются и не беседуют, чтобы не было ссоры.

## В истории
Порог в древности был связан с культом домашнего очага, считался местопребыванием духа-покровителя дома или домового.
У греков порог при входе в дом был посвящен Гестии, у римлян — Весте.
Под порогом погребали иногда покойников, в особенности детей; оттого в иных случаях, например, при первом вступлении молодой в дом мужа, воспрещалось ступать на порог.
В Литве, при закладке новой избы, закапывали под порогом крестик.
Отец клал на порог новорожденного ребенка. Подобный обычай у древних римлян был связан с юридическим признанием со стороны отца права ребенка на жизнь. Больных детей умывали от сглаза на пороге, чтобы с помощью обитающих здесь духов прогнать болезнь за двери.

## В Библии
У Иезекииля (Иез. 40:6) под словом порог разумеются пороги ворот, то же и у Неемии (Неем. 12:25); отсюда: привратники-стражи, хранители порогов.
Пророк Софония упоминает об людях, перепрыгивающих через порог: «в день жертвы Господней: Я посещу … всех, которые перепрыгивают через порог» (Соф. 1:9); по мнению толкователей, это означает людей, преступающих пределы права и справедливости по отношению к ближним; входят они в дом Божий со своими жертвами и приношениями и в то же время наполняют его насилиями и обманом. (Суд. 19:27, 1Цар. 5:4 и другие).